# Skrajna Garajowa Ławka
Skrajna Garajowa Ławka (niem. Vordere Garai-Scharte, słow. Predná Garajova lávka, węg. Elülső-Garai-rés) – przełączka znajdująca się w Grani Hrubego w słowackiej części Tatr Wysokich. Oddziela Garajową Strażnicę od Skrajnej Garajowej Turni.
Z przełęczy i obydwu wznoszących się nad nią turni na południowy zachód, do Niewcyrki, opada wielka depresja ograniczona szerokimi grzędami tych turni. W Dolinie Hlińskiej opada ku północy olbrzymi żleb o deniwelacji około 660 m. Łatwa do przejścia jest tylko jego górna połowa. W środkowej części znajduje się wysoki na około 150 m i mokry próg, na samy dole zaś częściowo przewieszony Komin Mączki o wysokości około 100 m. Latem chodzono tylko górną częścią żlebu, dolna nie została zdobyta.
Skrajna Garajowa Ławka to ostatnia na północny zachód z wielu przełączek w grani odgałęziającej się od Hrubego Wierchu, a zarazem jedna z trzech Garajowych Ławek (pozostałe to Zadnia Garajowa Ławka i Pośrednia Garajowa Ławka), których nazwy – podobnie jak nazwy Garajowych Turni – pochodzą od niedalekiej Dolinki Garajowej, a tej z kolei, jak i wielu innych obiektów w tym rejonie Tatr, od nazwiska niejakiego Garaja, wspólnika Juraja Jánošíka. Nazwy utworzył Witold Henryk Paryski w 8. tomie przewodnika wspinaczkowego.

## Taternictwo
Autorami pierwszego wejścia na siodło Skrajnej Garajowej Ławki byli Józef Bajer, Stanisław Konarski i Ignacy Król, którzy dokonali tego 4 sierpnia 1906 r. podczas przechodzenia Grani Hrubego na odcinku od Teriańskiej Przełęczy Niżniej do Garajowej Strażnicy. Obecnie dozwolone jest taternikom przejście granią i wspinaczka od strony Doliny Hlińskiej. Niewcyrka jest obszarem ochrony ścisłej TANAP-u z zakazem wstępu.
Drogi wspinaczkowe
1. Z Wyżniej Garajowej Równi; 0 w skali tatrzańskiej, czas przejścia 1 godz. 30 min
2. Południowo-zachodnim żlebem; I, dwa miejsca II, miejsce IV, 2 godz.
3. Z Niedźwiedziej Równi; 0-, 1 godz. 45 min
4. Północno-wschodnim żlebem; trudności lodowe V+, A1, 7 godz.
5. Z Garajowej Zatoki przez żleb Pośredniej Garajowej Ławki; 2 godz. 30 min (droga zimowa)[4].

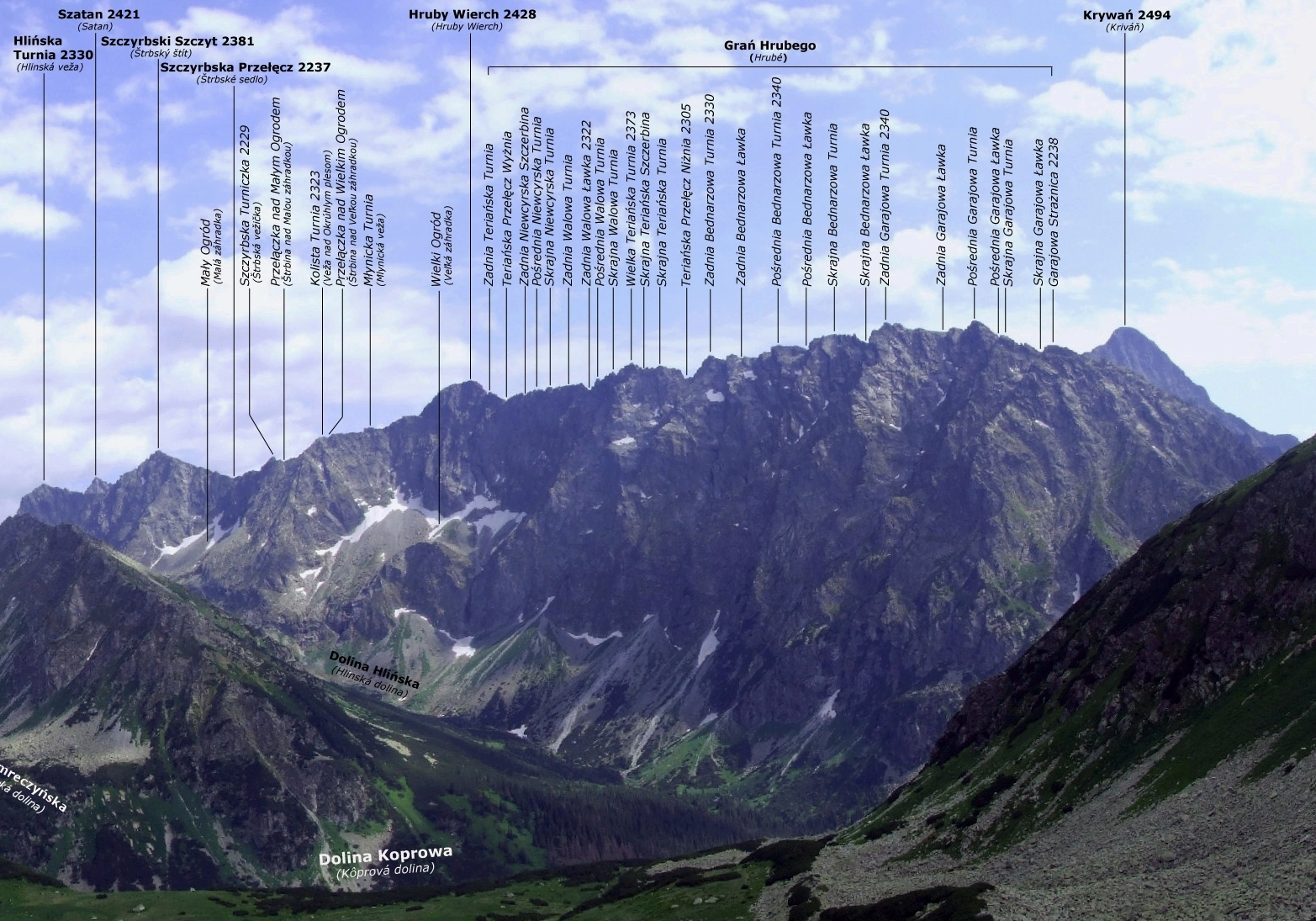
Widok z Zaworów
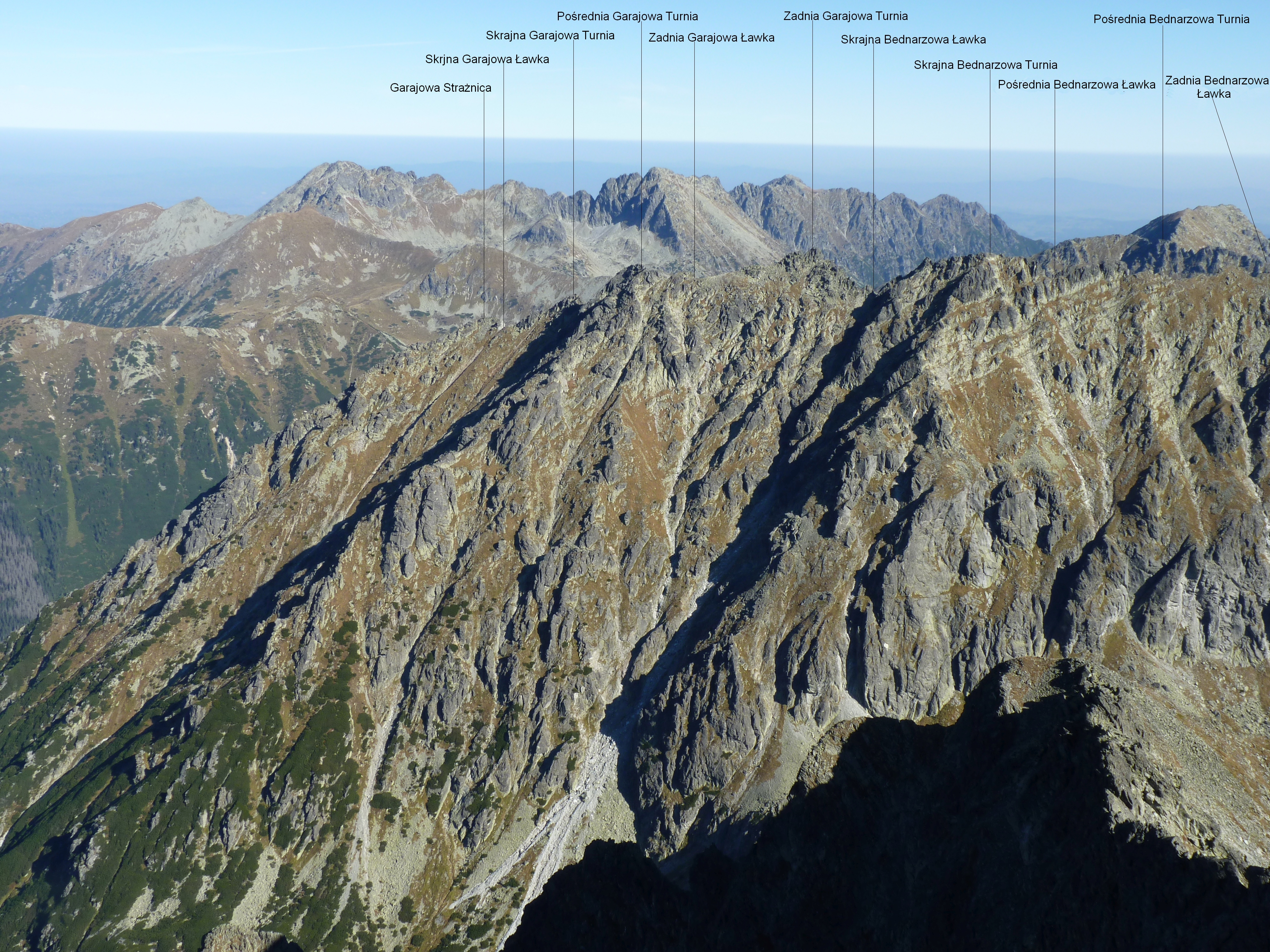
Widok z Krywania